# Tirna
Tirna – wieś w Słowenii, w gminie Zagorje ob Savi. W 2018 roku liczyła 188 mieszkańców.